# Nuova Agricola Associazione
La Nuova Agricola Associazione è un gruppo musicale abruzzese (Francavilla al Mare - CH).
Nata nell'estate del 2000, la Nuova Agricola ha all'attivo 3 album rigorosamente autoprodotti e diverse pubblicazioni in compilation e raccolte nazionali ed internazionali.
Dopo quasi otto anni di sodalizio artistico, il gruppo si è sciolto di recente e i suoi componenti hanno reinvestito le loro energie in altri progetti musicali.

## Stile
La filosofia del gruppo affonda le proprie radici nella cultura contadina e nella tradizione popolare abruzzese (francavillese in particolare) ed i loro testi trovano nella lingua dialettale un mezzo espressivo privilegiato. La riscoperta del vernacolo si rivela così capace di narrare il "mondo semplice" della campagna, della terra e delle sue stagioni, che divengono metafore dell'esistenza umana e delle fasi stesse della vita.
Autodefiniscono il loro stile musicale agri-shtàjele (stile agricolo) e rivelano contaminazioni che vanno dallo swing, al reggae, dalla posse, alla lirica d'autore, dallo ska al più classico dei Saltarelli abruzzesi.

## Formazione
- Maria Alessandra Piroddi - voce
- Graziano Zuccarino - voce e chitarra
- Fabio Duronio - chitarra
- Franco Liberati - batteria
- Roberto Salario - basso
- Giacomo Salario - pianoforte, tastiere
- Gianluca Francavilla - basso (2000-2006)

## Discografia
- ‘Shta vite gne nu teatrine (Riflessi) 2002
- Piazze, in Arezzo Wave 2002 (Onda Anomala, Feltrinelli) 2002
- Vacri, in Abruzzo Sound vol.2 (ECAM) 2002
- La Vragna e la Sulagna, Premio Benjiamino Esposito 2003
- Dall'Alente a lu Serepenne (Radici Musicali) 2003
- Vacri, in fRoots compilation (fRoots UK) 2003
- Lillylà, in Las Musicas de Italia (FNAC ES) 2003
- Chi Te Tutte Cose, in Tribù Italiche  (World Music Magazine) 2003
- Lillylà remix, in Tiankoura (Kutmusic) 2004
- Vacri, in 1 Etno (RaiTrade) 2004
- La Vragna e la Sulagna, in Abruzzo Sound vol.4 (ECAM) 2005
- Nuova Agricola Associazione (Radici Musicali) 2006

### Video
- Lillylà (D-Movie ed Arteria) 2003